# Peqin
Peqin (albanisch auch Peqini, selten auch Pekin/-i oder Pegin/-i) ist eine Ortschaft in Mittelalbanien mit 4753 Einwohnern (Volkszählung 2023). Peqin ist Hauptort der gleichnamigen Gemeinde (Bashkia).
Bis 2015 war Peqin eine eigenständige Gemeinde mit einer Fläche von 17 Quadratkilometern. Dann wurde sie in einer Territorialreform mit den anderen Gemeinden des Kreises Peqin zusammengelegt. Die ganze Gemeinde hat 16.580 Einwohner (Volkszählung 2023).

## Geographie

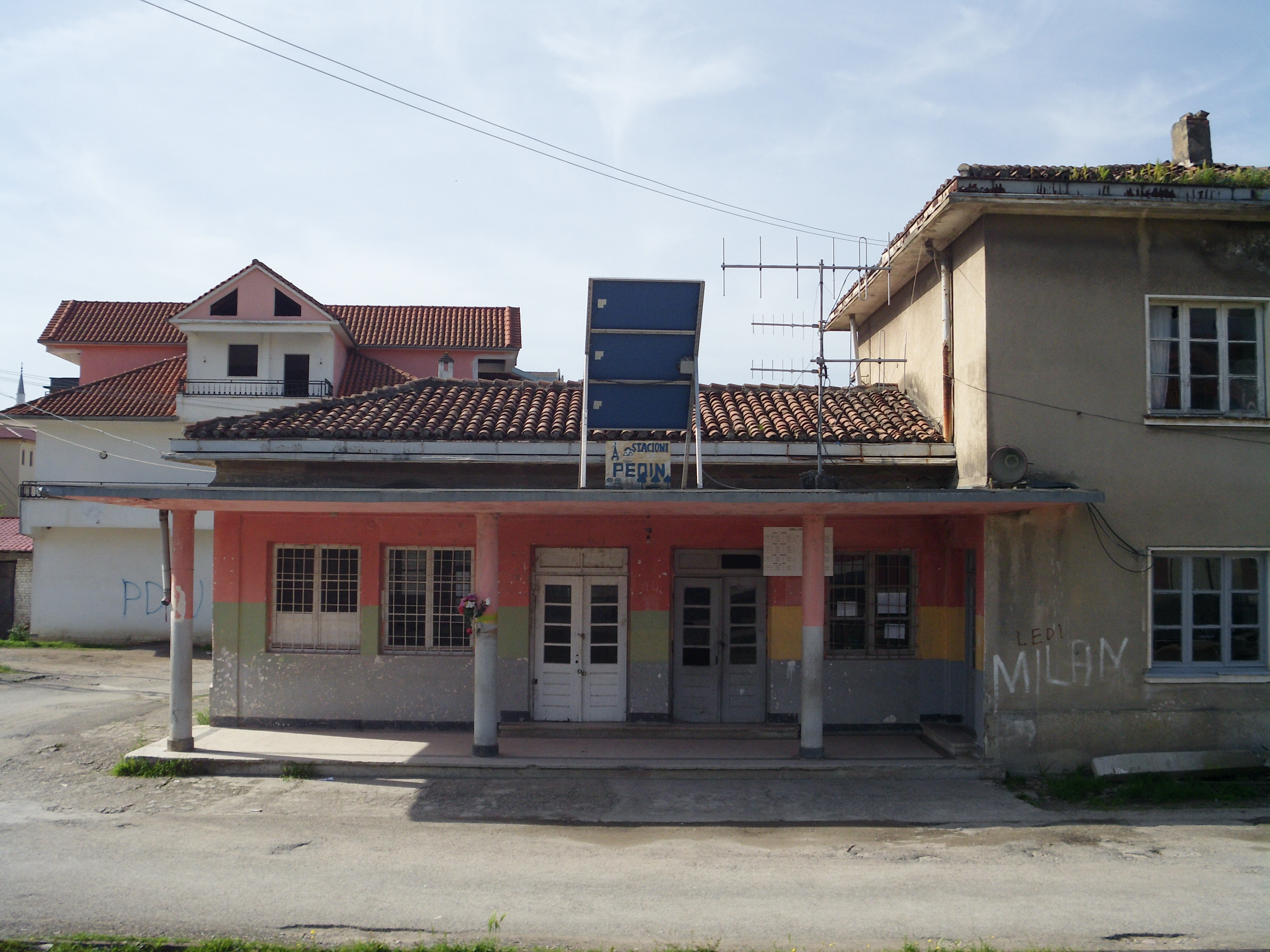
Bahnhof Peqin

Die Stadt liegt im Tal des Shkumbin nordöstlich der Myzeqe-Ebene zwischen Durrës und Elbasan an der Hauptverbindungsstrecke zwischen diesen Orten, dem Paneuropäischen Verkehrskorridor VIII. Das Ortszentrum befindet sich am nördlichen Shkumbin-Ufer. Peqin verfügt über einen Bahnhof der HSH. Eine neue Umfahrungsstraße, ausgewiesen als SH7, führt südlich am Ort vorbei. Eine Autobahn von Rrogozhina nach Nordmazedonien und um Peqin wird geplant.
Die ganze Gemeinde hat eine Fläche von 191 Quadratkilometern und 26.136 Einwohner. Die weiteren Dörfer sind Gjoçaj, Karina, Pajova, Përparim und Sheza.
| Name     | Einwohner 2023 | Einwohner 2011 |
| -------- | -------------- | -------------- |
| Gjoçaj   | 3357           | 5207           |
| Karina   | 822            | 1350           |
| Pajova   | 3655           | 6626           |
| Peqin    | 4753           | 6353           |
| Përparim | 2239           | 3423           |
| Sheza    | 1754           | 3177           |
| Total    | 16.580         | 26.136         |

Für den Zeitraum von 2011 bis 2023 verzeichnet das Gebiet der Gemeinde einen Bevölkerungsschwund von 37 %. Dies ist ein typisches Bild für wirtschaftlich schwache Regionen des ländlichen Raums in Albanien.

## Geschichte
Bereits die römische Straße Via Egnatia führte durch Peqin. Wenige Kilometer östlich von Peqin wurden zahlreiche antike Überreste gefunden. Man vermutet, dass dort das antike Clodiana lag, wo sich die beiden Äste der Via Egnatia aus Durrës und Apollonia vereinigten.
Die erste schriftliche Erwähnung von Peqin stammt aus dem Jahr 1431. Damals noch als Biklenet bezeichnet, war dies ein sehr kleiner Ort. Im 16. Jahrhundert errichteten die Osmanen hier eine Befestigung, um die Küste und die Handelswege zu schützen: Fünf Meter hohe Mauern und vier leicht höhere Türme umgaben ein Rechteck von 57 mal 51 Metern im flachen Gelände. Als Vorstadt der Burg entwickelte sich Peqin rasch. Die muslimische Bevölkerung unterstützte die Garnisonen in Peqin, Durrës und Bashtova und wurde deshalb 1569/70 von Steuern befreit. Evliya Çelebi besuchte die Stadt 1670 und beschrieb sie detailliert mit der Burg, den 400 Palast-artigen Häusern, vier Moscheen nebst diversen anderen Medressen, Tekken und anderen Gotteshäusern. Eine Moschee, eine Medresse, ein Hammam, eine Tekke, mehrere Brunnen und die Wasserversorgung sowie eine Steinbrücke sollen laut Çelebi vom Wesir Abdurrahman Abdi Pascha erbaut worden sein. Peqin war Sitz eines Qādī.
1947 wurde die erste Eisenbahnstrecke Albaniens, die von Durrës nach Peqin führt, eröffnet. Drei Jahre später wurde sie bis Elbasan verlängert.
Bis in die 1960er Jahre hat sich Peqin kaum verändert. Nach 1967 wurde der Ort aber stark modernisiert und viele Moscheen wurden zerstört. Aus osmanischer Zeit erhalten sind noch Teile der großen Moschee sowie der dazugehörende Uhrturm aus dem 19. Jahrhundert am zentralen Platz sowie die Festung etwas südlich davon. Die fünf Meter hohen Mauern stammen aus dem 18. Jahrhundert, waren früher aber höher. Sie umfassen mit einer Länge von 53 auf 58 Metern einen heute fast leeren, beinahe quadratischen Innenraum. Die Festung hatte zwei gegenüberliegende Tore, an drei Ecken stehen noch Rundtürme, ein vierter wurde abgetragen. In der Festung gab es eine kleine Moschee.

## Sport
Der lokale Fußballklub KS Shkumbini Peqin spielte von 1994 bis 2013 in der ersten Liga Kategoria Superiore.

## Persönlichkeiten
- Abdurrahman Abdi Pascha (1616–1686), osmanischer Agha
- Hekuran Isai (1933–2008), Politiker
- Bujar Cani (1946–2012), Fußballspieler